# Hashiwokakero
Hashiwokakero es un pasatiempo creado por la editora japonesa Nikoli, especializada en juegos lógicos y rompecabezas y que es mundialmente conocida por haber popularizado el sudoku.

## Reglas
Hashiwokakero se juega en un tablero rectangular de tamaño no normalizado, dispuesto como una rejilla dividida en celdas. Algunas de estas celdas contienen números con valores del 1 al 8, normalmente marcadas con un círculo y constituyen las islas. Las celdas restantes están vacías. 

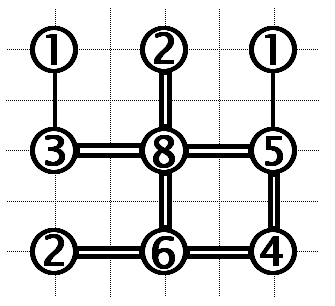
Ejemplo del juego hashiwokakero. Tablero de 5x5.

El objetivo del juego es conectar todas las islas entre sí, formando un único grupo de islas conectadas, mediante la creación de puentes entre las islas. Los puentes deben seguir ciertos criterios:
1. Cada puente debe comenzar y finalizar en islas distintas, uniéndolas mediante una línea recta.
2. Ningún puente puede cruzarse con otro puente o con otra isla distinta de las que une.
3. Las trayectorias deben ser perpendiculares. Es decir, sólo pueden ser horizontales o verticales.
4. Entre dos islas sólo puede haber como máximo dos puentes que las conecten.
5. El número total de puentes conectados a cada isla debe coincidir con el número en esa isla.

## Métodos de resolución
La resolución de un rompecabezas de Hashiwokakero es un procedimiento de fuerza bruta. Una vez determinado dónde debe colocarse un puente, el hecho de colocarlo en ese sitio concreto puede eliminar otros posibles lugares para otros puentes, forzando el emplazamiento de éstos, y así sucesivamente.
Una isla situada en un rincón que muestre un «3», o situada a lo largo del borde exterior mostrando un «5», o en cualquier otro lugar mostrando un «7» debe tener al menos uno de los puentes que parta de ella en cada dirección válida, ya que si una dirección no tiene un puente, aunque en todas las otras direcciones partan dos puentes, no bastaría.
Obviamente, un «4» en una esquina, un «6» a lo largo del borde exterior, o un «8» en cualquier lugar deben tener dos puentes en cada dirección. Esto puede generalizarse según los puentes añadidos van obstruyendo las posibles vías libres: una isla «3» que sólo puede ser recorrida de forma vertical debe tener al menos un puente para cada una de las direcciones de arriba y abajo, por ejemplo.
Una práctica común es marcar las islas cuya cuota de puentes se ha alcanzado. Además de reducir los errores, esto también puede ayudar a localizar posibles "cortocircuitos": teniendo en cuenta que todas las islas deben estar conectadas mediante una red de puentes, un puente que genere una red cerrada que no permita crear nuevos puentes sólo es posible si se produce de inmediato la solución al puzle completo. El ejemplo más simple de este caso cuando tenemos dos islas «1» alineadas una con otro, a menos que sean las únicas dos islas en el puzle, no pueden estar conectadas mediante un puente, ya que constituirían una red completa a la que no se puede añadir ningún otro puente y por lo tanto ambas islas serían inalcanzables por ninguna otra isla del tablero.

## Historia
Hashiwokakero se presentó por primera vez en el nº31 de la revista Puzzle Communication Nikoli (septiembre de 1990), aunque anteriormente el puzle había aparecido en el nº28 (diciembre de 1989).